# Liophis vanzolinii
Liophis vanzolinii este o specie de șerpi din genul Liophis, familia Colubridae, descrisă de Dixon 1985. Conform Catalogue of Life specia Liophis vanzolinii nu are subspecii cunoscute.